# Paramyioides spinosa
Paramyioides spinosa är en tvåvingeart som beskrevs av Papp 2006. Paramyioides spinosa ingår i släktet Paramyioides och familjen sprickflugor.
Artens utbredningsområde är Thailand. Inga underarter finns listade i Catalogue of Life.